# Cardamine granulosa
Cardamine granulosa är en korsblommig växtart som beskrevs av Carlo Allioni. Cardamine granulosa ingår i släktet bräsmor, och familjen korsblommiga växter. Inga underarter finns listade i Catalogue of Life.